# Sasanka trojlistá
Sasanka trojlistá (Anemone trifolia) je druh rostliny z čeledi pryskyřníkovité (Ranunculaceae).

## Popis
Jedná se o vytrvalou rostlinu dorůstající nejčastěji výšky 10–30 cm s podzemním bělavým oddenkem. Lodyha je přímá, na vrcholu zpravidla jen s jedním květem. Přízemní listy jsou dlouze řapíkaté, trojčetné, lístky jsou pravidelně zubaté, nedělené. Lodyžní listy (nebo listeny, záleží na interpretaci) jsou v trojčetném přeslenu, trojčetné, lístky jsou také nedělené a pravidelně zubaté. Květy jsou bílé, asi 25 mm v průměru. Okvětních lístků (ve skutečnosti se ale jedná o petalizované (napodobující korunu) kališní lístky a koruna chybí) jsou bílé. Kvete v květnu až v červnu. Tyčinek je mnoho, prašníky jsou bílé až namodralé barvy. Gyneceum je apokarpní, pestíků je mnoho. Plodem je nažka, která je na vrcholu zakončená krátkým zakřiveným zobánkem. Nažky jsou uspořádány do souplodí.

## Rozšíření
Anemone trifolia je evropský druh, roste v horách severního Španělska, v Pyrenejích, Alpách, Apeninách, na východ sahá až do západního Maďarska a do Chorvatska. V České republice ani na Slovensku neroste, v minulosti byla jen mylně udávána. Nejblíže k ČR roste v rakouských Alpách.